# Giemsovo barvení

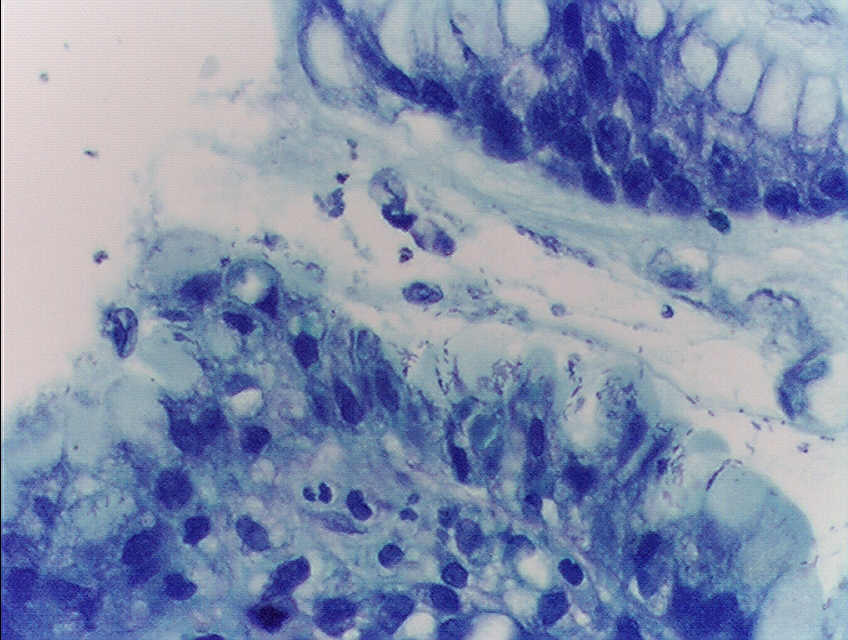
Giemsovo barvení použité na bioptický vzorek žaludeční tkáně

Giemsovo barvivo obsahuje azur, metylénovou modř a eosin rozpuštěné ve směsi glycerolu a metanolu. Tento roztok se před barvením ředí destilovanou vodou. Barvivo je vhodné k barvení mikroskopických preparátů - acidické struktury jsou zbarveny do odstínů červené barvy, bazické struktury do odstínů purpurové či modré. Je nejčastěji využíváno v protozoologii ke znázornění prvoků a k barvení krevních roztěrů. Používá se však také k barvení některých bakterií či velkých virů.
Po tomto barvení se buněčná jádra jeví červeně fialová, plazma epitelií a prvoků světle modrá, plazma leukocytů světle fialová, erytrocyty růžové nebo načervenalé a bakterie modrofialové.
Preparát se na sklíčku fixuje zakápnutím čistým metylalkoholem po dobu cca půl minuty, následně se použije 5% roztoku čerstvého Giemsova činidla a vyčká se 20 až 30 minut na plné vybarvení. V případě časové tísně (histopatologická analýza na malárii či parazitární onemocnění) lze užít činidla, ředěného na 10%, v tomto případě je doba vybarvení 5-10 minut, jemnost vybarvení je ale horší.